# Funktionelle Entspannung
Die Funktionelle Entspannung (FE) ist eine von der deutschen Gymnastiklehrerin Marianne Fuchs in der Mitte des 20. Jahrhunderts entwickelte tiefenpsychologisch fundierte Körperpsychotherapie.
Die Entspannung soll in dieser psychodynamischen Methode unter anderem die Aufgabe haben, den Zugang zu bis dahin unbewussten, verdrängten Erfahrungen zu erleichtern und zu ermöglichen.

## Geschichte
Die ursprüngliche Körpertherapiemethode wurde von Marianne Fuchs entwickelt, als ihr einjähriger Sohn an einer spastischen Bronchitis erkrankte. Mit Hilfe von Atemübungen, bei denen sie die Ausatmung mit ihren Händen unterstützte, konnte sie ihm nachhaltig helfen. Sie entwickelte diese Methode in den 1940er und 1950er Jahren unter der Förderung durch Viktor von Weizsäcker zu einer Körperpsychotherapie weiter.
Der Neurologe und Psychotherapeut Viktor von Weizsäcker, einer der Begründer der psychosomatischen Medizin und der Medizinischen Anthropologie in Deutschland, lieferte mit seinen Ideen zum Gestaltkreis auch eine theoretische Konzeption der Methode. Von Weizsäcker sah in der Arbeit von Marianne Fuchs vor allem eine neue Möglichkeit, Menschen mit funktionellen Störungen und psychosomatischen Erkrankungen zu behandeln.

## Theorie
Die Funktionelle Entspannung ist tiefenpsychologisch fundiert. In der FE sollen durch spezielle minimale Bewegungen einzelner Gelenke und bewusstes Atmen Prozesse auf der körperlichen Ebene ausgelöst werden, die sich auf die Psyche auswirken und innere Blockaden lösen. Es gibt keine festgelegten Übungen, sondern diese werden individuell mit dem Patienten entwickelt. Durch das Erlangen eines natürlichen Atemrhythmus und dadurch, dass der Patient, darin unterstützt von den Therapeuten, lernt in Ruhe auszuatmen, Fuchs nennt dieses den Atmen loslassen, soll sich die Entspannung einstellen. Diese Entspannung soll keine Tiefenentspannung sein wie z. B. das autogene Training.
Ziel der Bewegungsanregungen durch den Therapeuten ist eine Verfeinerung der Wahrnehmung körperlicher Funktionen und damit auch der Selbstwahrnehmung. Nach Aussagen von Befürwortern der Methode soll durch eine Differenzierung der Sinneswahrnehmung ein Zugang zu den behandelten Störungen geschaffen werden. Dadurch können angeblich vorsprachliche Lebenserfahrungen des Menschen wiederbelebt und vergessene Erinnerungen aus der frühen Kindheit ins Bewusstsein geholt werden. Die Vertreter dieser Methode betonen aber, dass die Wirkung der FE nicht von der Aufdeckung vergessener Erinnerungen abhänge.

## Durchführung
Die FE wird in Einzelbehandlung durchgeführt. Zu Beginn liegt der Patient dabei auf dem Rücken und der Therapeut legt seine Hände auf den Brustkorb, um den Atem des Patienten zu erspüren und bei Bedarf auch in der Ausatmung zu unterstützen. Der Therapeut lässt dann den Patienten in verschiedenen Bereichen seines Körpers kleine Bewegungen in der Ausatmung durchführen, um so Blockaden und Anspannungen auf die Spur zu kommen und zu lösen. Geeignet ist die FE bei Psychosomatischen Erkrankungen, aber auch bei Depressionen, Angsterkrankungen, Zwangsstörungen und Schlafstörungen. Auch bei Somatischen Erkrankung wie Asthma und unterstützend bei Bandscheibenvorfällen kann sie eingesetzt werden. Fuchs berichtet auch von erfolgreichen Anwendungen bei Stottern und Schnarchen. Auch für Kinder und Kleinkinder ist die FE geeignet. Bei Kleinkindern werden die Eltern entsprechend in der Durchführung geschult.